# Catherine Carey

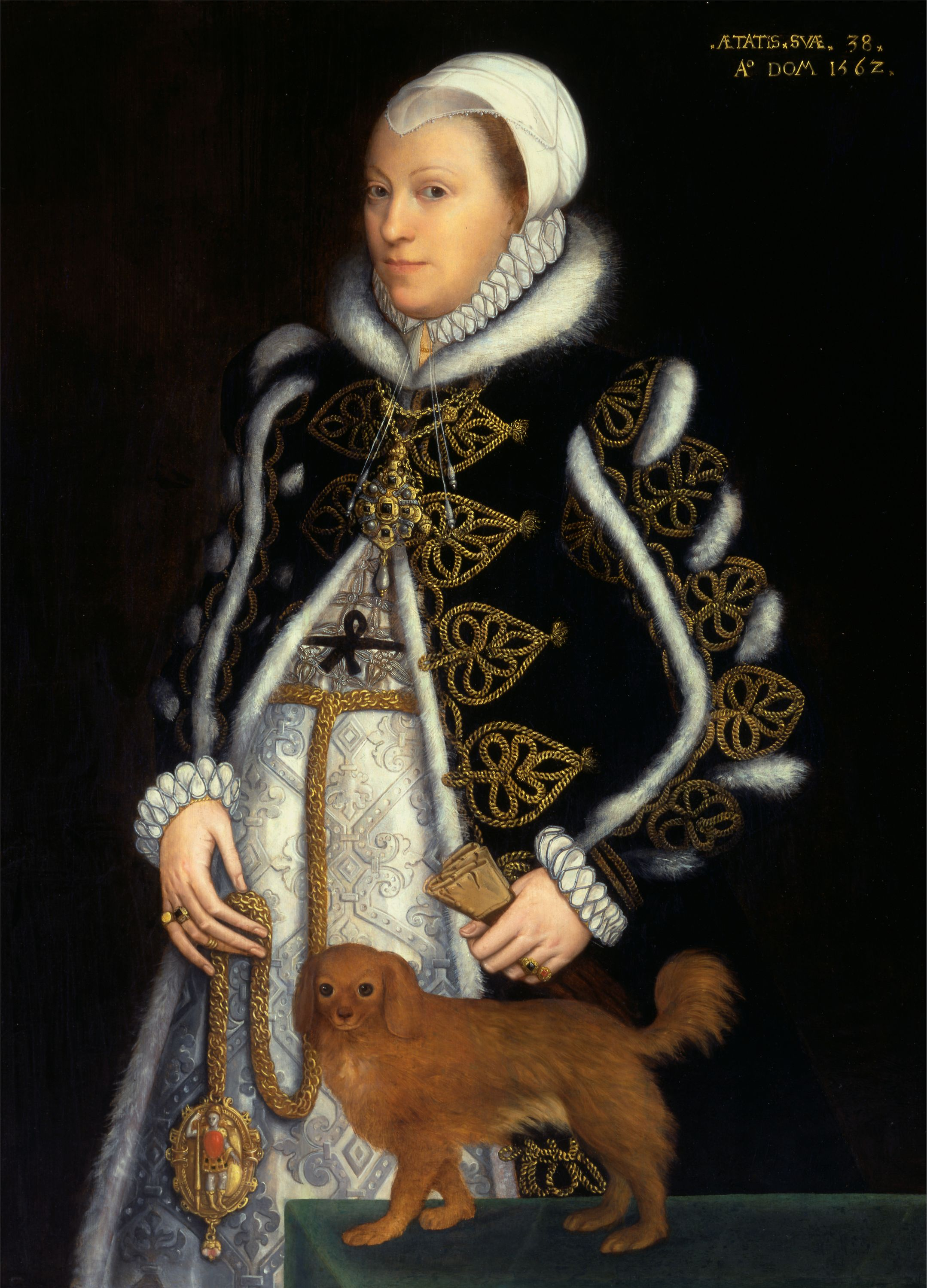
Catherine Carey von Steven van der Meulen

Catherine Carey (auch Katherine), verheiratete Knollys (* ca. 1523; † 15. Januar 1569) war eine englische Adlige und sowohl eine Cousine als auch die Lady of the Bedchamber der englischen Königin Elisabeth I. Ihre Mutter Mary Boleyn, Schwester der Königin Anne Boleyn, war lange Zeit die Geliebte König Heinrichs VIII. Daher wurde oft spekuliert, dass nicht Marys Ehemann Sir William Carey, sondern der König selbst Catherines Vater war. Unter der Herrschaft der katholischen Königin Maria I. ging Catherine als überzeugte Protestantin mit ihrer Familie ins Exil. Erst mit der Thronbesteigung Elisabeths kehrte sie an den Hof zurück und blieb zeit ihres Lebens eine enge Freundin der Königin.
Sie ist nicht zu verwechseln mit ihrer gleichnamigen Nichte Catherine Carey, Tochter des Henry Carey, 1. Baron Hunsdon und Ehefrau des Charles Howard, 1. Earl of Nottingham.

## Leben

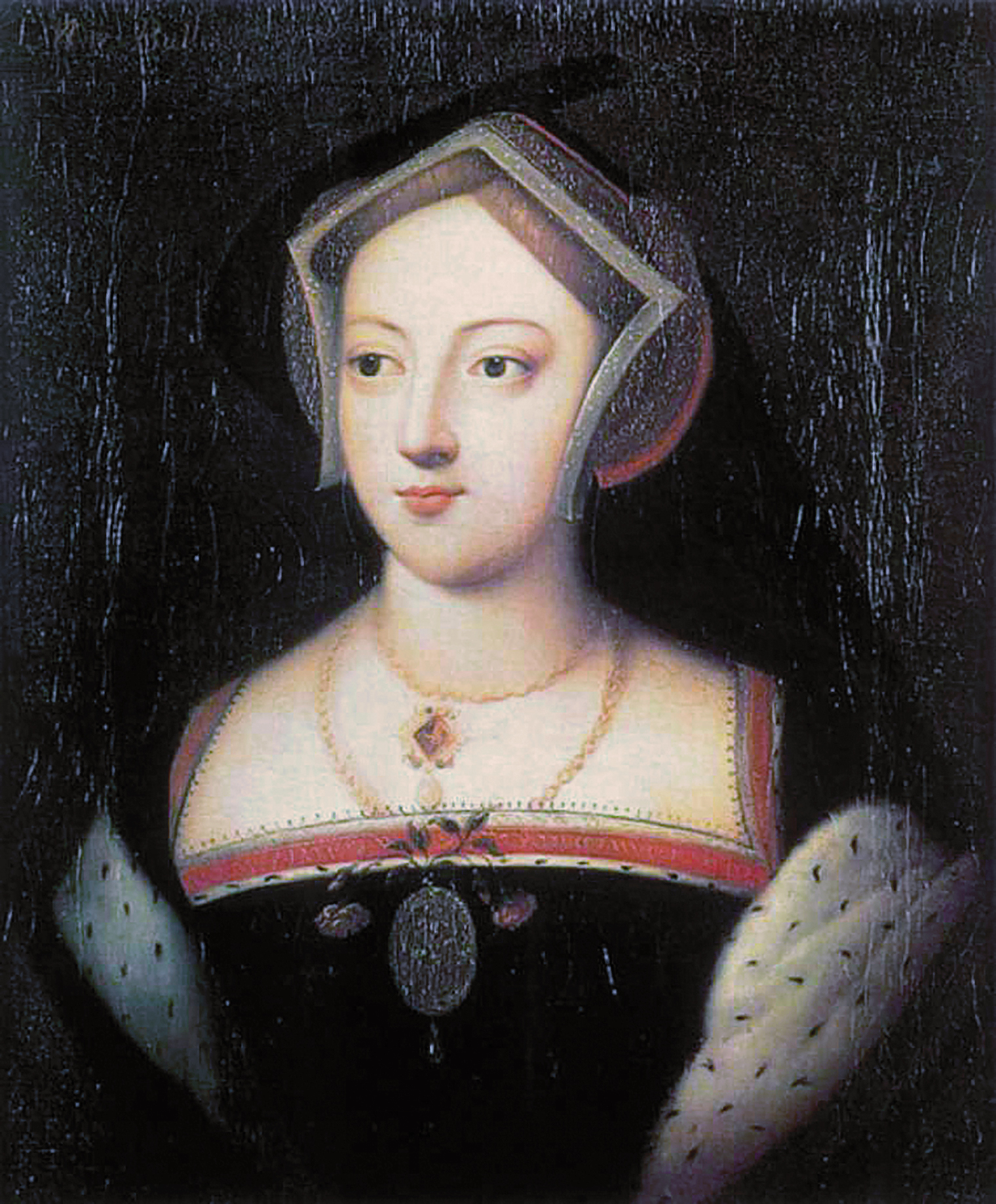
Catherine Careys Mutter Mary Boleyn

Catherine Carey wurde ca. zwischen 1523 und 1524 geboren. Ihr genaues Geburtsdatum ist unbekannt, ihre Zeugung fand aber zu einer Zeit statt, in der ihre Mutter Mary Boleyn eine Affäre mit dem König Heinrich VIII. hatte. Obwohl sie also theoretisch eine uneheliche Tochter Heinrichs sein konnte, wurde sie von Mary Boleyns Ehemann Sir William Carey als sein Kind anerkannt. Über ihre Kindheit ist nicht viel bekannt, und es ist ungewiss, ob sie älter oder jünger als ihr Bruder Henry Carey war, obwohl sie traditionell als die ältere betrachtet wird. In der viktorianischen Literatur wird mitunter behauptet, Catherine hätte ihre Tante Anne Boleyn in den Tower und sogar auf das Schafott begleitet, allerdings gibt es erst drei Jahre nach Anne Boleyns Hinrichtung Hinweise darauf, dass Catherine am Hof war. Im November 1539 wurde sie eine Maid of Honour der neuen Königin Anna von Kleve. Ein Jahr später heiratete sie am 26. April Francis Knollys, einen späteren Wächter der schottischen Königin Maria Stuart.
Ab den 1540ern ging es für die Careys stetig bergauf. Das Parlament sprach ihnen 1540 die Rechte am Herrensitz der Familie Knollys in Oxfordshire zu und 1547 wurde Knollys zum Ritter geschlagen. Catherine selbst pflegte ihren Kontakt zu ihrer Cousine, Prinzessin Elisabeth, mit der sie von Anfang an eine feste Freundschaft verband. Sie und ihr Mann konvertierten zum Protestantismus, weshalb sie allerdings unter der Herrschaft von Königin Maria I. ins Exil gehen mussten. Zum Abschied schrieb Prinzessin Elisabeth Catherine einen Brief, den sie mit cor rotto (deutsch: gebrochenes Herz) unterzeichnete. Traditionell wird das Jahr 1553 für ihre Flucht angegeben, Historiker halten es aber auch für möglich, dass sie erst im Frühling 1556 England verließen. Knollys selbst hielt sich im Winter 1556 in Basel auf und Catherines Anwesenheit in Frankfurt am Main wird für Juni 1557 nachgewiesen, zusammen mit fünf ihrer Kinder.
Wann genau die Familie zurückkehrte, ist nicht bekannt, aber am 3. Januar 1559 wurde Catherine als eine der vier bezahlten Damen des königlichen Schlafgemachs aufgelistet. Sie diente Elisabeth in der Funktion der obersten Lady of the Bedchamber bis ans Ende ihres Lebens und ihre Kinder, unter anderem Lettice Knollys, erhielten gute Positionen bei Hofe. Die Hochzeit ihres ältesten Sohnes Henry im Jahr 1565 wurde mit einem großen Turnier gefeiert. Allerdings schien die Königin mitunter recht fordernd zu sein, denn in einem Brief heißt es, Catherine hätte „oft geweint wegen Unfreundlichkeit“. Im Dezember 1568 schließlich wurde Catherine in Hampton Court Palace schwer krank, so dass Elisabeth ihr oft ihre „eigene tröstliche Gegenwart“ zukommen ließ. Ihr Ehemann Francis Knollys befand sich zu diesem Zeitpunkt als Wächter der gefangenen Königin Maria Stuart in Bolton Castle und bat Elisabeth vergeblich um Erlaubnis heimzukehren.
Francis Knollys schrieb in dieser Zeit Briefe an Catherine, in denen er ihr vorschlug, sich vom Hof zurückzuziehen und ein einfaches Leben auf dem Lande zu führen. William Cecil, 1. Baron Burghley versicherte ihm, dass Catherine gut versorgt wäre, doch sie starb am 15. Januar 1569. Zeitzeugen zufolge betrauerte Elisabeth den Verlust ihrer Cousine zutiefst, so dass sie „ihre eigene Gesundheit vernachlässigte“. Sie richtete Catherine ein großzügiges Begräbnis in Westminster Abbey aus, für das sie deutlich mehr Geld ausgab als für die Begräbnisse ihrer königlichen Cousinen Frances Brandon und Margaret Douglas. Auf ihrem Grab befindet sich ein Epitaph von Thomas Newton: „In favour with our noble queen, above the common sort“ – zu deutsch: „In der Gunst unserer edlen Königin, über das normale Maß hinaus“.

## Nachkommen
Die Ehe mit Francis Knollys brachte insgesamt sechzehn Kinder hervor, darunter fünfzehn namentlich bekannte:
- Sir Henry Knollys (* 12. April 1541;[1] † 1583) ⚭ Margaret Cave (1549–1600)
- Mary Knollys (* 1542)
- Lettice Knollys (1543–1634)

1. ⚭ Walter Devereux, 1. Earl of Essex
2. ⚭ Robert Dudley, 1. Earl of Leicester
3. ⚭ Christopher Blount

- William Knollys, 1. Earl of Banbury (1544–1632)

1. ⚭ Dorothy Bray
2. ⚭ Elizabeth Howard, Tochter von Thomas Howard, 1. Earl of Suffolk

- Elizabeth Knollys (* 15. Juni 1549; † 1605)[2] ⚭ Sir Thomas Leighton
- Edward Knollys (1546–1580), Member of Parliament.
- Maud Knollys (* 1548)
- Sir Robert Knollys (1550–1626), Member of Parliament, ⚭ Catherine Vaughan
- Richard Knollys (1552–1596), Member of Parliament, ⚭ Joan Heigham
- Sir Francis Knollys, der Jüngere (1553–1643), Member of Parliament, ⚭ Lettice Barrett
- Sir Thomas Knollys (* 1558), bekannt als Heerführer im Achtzigjährigen Krieg, Gouverneur für Ostende, ⚭ Odelia de Morana
- Anne Knollys (1555–1608) ⚭ Thomas West, 2. Baron De La Warr
- Catherine Knollys (* 1560; † 30. Dezember 1632)

1. ⚭ Gerald Fitzgerald, Baron Offaley
2. ⚭ Sir Phillip Butler of Watton Woodhall.

- Cecily Knollys
- Dudley Knollys (* 1562)

## Fiktive Darstellungen
In Margaret Georges fiktionaler Autobiographie Ich, Heinrich VIII. ist Catherine Carey eine uneheliche Tochter Heinrichs VIII. Sie steht im Briefwechsel mit Will Somers, dem alten Hofnarren des Königs und ist aufgrund ihres protestantischen Glaubens vor Königin Marias Ketzerverfolgungen auf den Kontinent geflohen. Will schickt ihr Heinrichs Tagebuch, um das Andenken des Königs vor der rachsüchtigen Maria zu schützen und offenbart der ungläubigen Catherine, dass sie Heinrichs Tochter ist.
In Karen Harpers Buch The last Boleyn ist Catherine die jüngere Tochter Mary Boleyns, die im Gegensatz zu ihrem Bruder allerdings von William Carey gezeugt wurde.
In Philippa Gregorys Roman Die Schwester der Königin ist Catherine ebenfalls die uneheliche Tochter des Königs, die allerdings hier von ihrem Vater anerkannt wird. Sie und ihr kleiner Bruder Henry wachsen getrennt von ihrer Mutter auf und werden von ihrem Großonkel Thomas Howard, 3. Duke of Norfolk häufig als Druckmittel verwendet, um Mary Boleyn zu erpressen. Mit knapp zwölf Jahren kommt sie an den Hof und wird Augenzeugin der Hinrichtung ihrer Tante Anne Boleyn.
Im darauf folgenden Roman Das Erbe der Königin kehrt Catherine an den Hof zurück, wo sie gemeinsam mit ihrer Verwandten Catherine Howard Königin Anna von Kleve dient. Sie erzählt Catherine Howard, dass Anne Boleyn unschuldig war und dass sie Jane Boleyn nicht vertrauen darf. Als die Situation sich bei Hofe zuspitzt, wird Catherine von ihrer Mutter Mary zurück nach Hause geholt.